# Вороновщина (Киевская область)
Вороновщина (укр. Воронівщина) — село, входит в Яготинский район Киевской области Украины.
Население по переписи 2001 года составляло 81 человек. Почтовый индекс — 07740. Телефонный код — 4575. Занимает площадь 0,2 км². Код КОАТУУ — 3225581402.

## Местный совет
07740, Київська обл., Яготинський р-н, с.Двірківщина, вул.Центральна,13